# Mavoor
Mavoor es una ciudad censal situada en el distrito de Kozhikode en el estado de Kerala (India). Su población es de 29781 habitantes (2011). Se encuentra a 17 km de Kozhikode.

## Demografía
Según el censo de 2011 la población de Mavoor era de 29781 habitantes, de los cuales 14431 eran hombres y 15350 eran mujeres. Mavoor tiene una tasa media de alfabetización del 94,08%, superior a la media estatal del 94%: la alfabetización masculina es del 96,50%, y la alfabetización femenina del 91,85%.